# توماس ألبرت جينينغز
توماس ألبرت جينينغز (بالإنجليزية: Thomas Albert Jennings)‏ هو سياسي أمريكي، ولد في 8 يناير 1865، وتوفي في 16 مارس 1917. انتخب عضو مجلس نواب فلوريدا.